# Guia Termini
Guia Termini (Treviglio, 31 gennaio 1985) è una politica italiana.

## Biografia
Diploma all'istituto tecnico commerciale G.Oberdan di Treviglio (BG) , laurea triennale in Ingegneria Gestionale all'Università degli Studi di Bergamo.
Si avvicina al M5S nel 2015, nel 2016 partecipa alle Elezioni Amministrative nel Comune di Treviglio, nelle elezioni del marzo 2018 è capolista alla Camera nella circoscrizione Lombardia 3 e viene eletta.
È membro dal 2018 della IX Commissione Trasporti, Poste e Telecomunicazioni dove ricopre il ruolo di Segretario in Ufficio di Presidenza.
Nel 2021 viene espulsa dal gruppo parlamentare del Movimento 5 Stelle per aver espresso il voto contrario alla fiducia del governo Draghi.